# NGC 2322
NGC 2322 je galaksija u zviježđu Risu.

## Vanjske poveznice
- SEDS: NGC 2322